# Иванов, Борис Евгеньевич
Иванов, Борис Евгеньевич (1886, Санкт-Петербург — 1975) — литератор-пушкинист.

## Биография
Родился в г. Санкт-Петербурге.
Окончил юридический факультет Санкт-Петербургского университета (1916). Начальник канцелярии Главного экономического комитета Временного правительства; начальник канцелярии Союза рабочих хлопчатобумажной промышленности (с 1918).
В дальнейшем работал в лесной отрасли народного хозяйства (1920-е — 1950-е). Одновременно занимался литературной деятельностью, основные работы посвящены пушкинской теме. Наиболее известна его научно-фантастическая книга о Евгении Онегине «Даль свободного романа», раскритикованная пушкинистами.